# 36. Magyar Filmszemle
A 36. Magyar Filmszemlén (2005-ös Magyar Filmszemle) 21 játékfilmet (ebből 11 ősbemutató), 42 dokumentumfilmet, 36 kísérleti és kisjátékfilmet mutattak be, közel 40 díjat osztottak ki, és 47 795 jegyet adtak el. 
A helyszín a Mammut Mozi, a Millenáris Park és az Uránia Filmszínház volt.

## Játékfilmes zsűri
- Gazdag Gyula, rendező, a zsűri elnöke
- Medvigy Gábor, operatőr
- Szilágyi Ákos, esztéta
- Kéri Ádám, képzőművész – egyetemi tanár
- Hutlassa Tamás, producer

### Játékfilmek
- Árpa Attila: Argo
- Bergendy Péter: Állítsátok meg Terézanyut!
- Deák Krisztina: A miskolci boniésklájd
- Dyga Zsombor: Kész cirkusz
- Gauder Áron: Nyócker
- Gárdos Péter: A porcelánbaba
- Groó Diana: Csoda Krakkóban
- Dr. Horváth Putyi: A halál kilovagolt Perzsiából
- Koltai Róbert: Világszám!
- Mészáros Márta: A temetetlen halott
- Mispál Attila: A fény ösvényei
- Oláh J. Gábor: Rap, Revü, Rómeó
- Pacskovszky József: Ég veled!
- Pejó Róbert: Dallas Pashamende
- Ragályi Elemér: Csudafilm
- Szőke András: Zsiguli
- Tímár Péter: Le a fejjel!
- Vranik Roland: Fekete kefe
- Erdőss Pál: Üvegfal
- Szekeres Csaba: Kinder Garden
- Szirtes András: Dear Daughter

### Díjak
- Fődíj – Fekete kefe a zsűri újszerű filmnyelvi megoldásaiért és az alkotói célokat kivételes pontossággal szolgáló csapatmunkáért.
- Legjobb rendezés díj: Gárdos Péter – A porcelánbaba –  című film újszerű, eredeti, az irodalmi anyag szellemét hűségesen közvetítő megvalósításáért.
- Rendezői látvány díj: Gauder Áron – Nyócker – című film eredeti és igényesen megvalósított filmnyelvi világának megteremtéséért.
- Legjobb női alakítás díj: Gryllus Dorka – Dallas Pashamende című filmben, Oana szerepében nyújtott hiteles, egyben szenvedélyes alakításáért
- Legjobb férfi alakítás díj: Cserhalmi György – A temetetlen halott, és A fény ösvényei című filmekben nyújtott, pontosan megjelenített karaktereket formáló alakításaiért
- Legjobb női epizód alakítás díj: Tóth Ildikó – Ég veled! –  című filmben, a kriminálpszichológusnő szerepében nyújtott elmélyült, pontos és invenciózus alakításáért
- Legjobb férfi epizód alakítás díj: Csányi Sándor – A porcelánbaba, az Állítsátok meg Terézanyut!, és A fény ösvényei című filmekben nyújtott, pontosan megformált alakításaiért
- Legjobb forgatókönyv díj: Pacskovszky József, Sándor Pál, Gózon Francisco – Ég veled! című film  – plasztikus helyzeteket, izgalmas és élő karaktereket teremtő, lírát és humort egyaránt biztonsággal kezelő erényeiért
- Legjobb első film rendezői díj: Mispál Attila – A fény ösvényei című film invenciózus és képzeletgazdag rendezéséért
- Legjobb operatőri munka díj: Pohárnok Gergely – Fekete kefe című film képi stílusegységéért, a fekete-fehér technika helyénvaló és jól kezelt alkalmazásáért és társ-alkotói részvételéért
- Produceri díj: Miskolczi Péter és Váradi Gábor – A fény ösvényei című első film létrehozásában nyújtott alkotó produceri közreműködéséért
- Produceri díj: Garami Gábor – A miskolci boniésklájd című film hazai, és a Csoda Krakkóban című első film koprodukciós megvalósítása során végzett munkájáért
- Produceri díj: Pataki Ági, Major István, Kovács Gábor és Muhi András – Fekete kefe című első film létrejöttét elősegítő, példaadó együttműködésük eredményességéért,
- „Arany mikrofon” díj: Balázs Gábor – Dallas Pashamende, A fény ösvényei, és az Állítsátok meg Terézanyut című filmek invenciózus, mindhárom film művészi követelményeit alkotó módon szolgáló hangmérnöki munkájáért
- „Arany olló” díj: Politzer Péter, A fény ösvényei című film társalkotói igényű vágásáért

### Játékfilm különdíjak
- Gene Moskowitz-díj – Gárdos Péter – A porcelánbaba
- Második Magyar Filmplakát Kiállítás és Verseny Közönségdíj: Fliegauf Benedek – Dealer című filmjének plakátja nyerte
  - A szakmai zsűri döntése alapján pedig a legjobb alkotás: Getno filmplakát lett, melyet Jeli András tervezett.

## Versenyen kívül
- Koltai Lajos: Sorstalanság
- Szabó István: Csodálatos Júlia
- Szabó László: Az ember, aki nappal aludt

## Kisjátékfilmes zsűri
- Ferenczi Gábor, rendező, a zsűri elnöke
- Pálos György, rendező
- Bikácsy Gergely, esztéta-kritikus

### Kisjátékfilmek
- Bartos Péter: Ólomidő
- Báthory Orsolya: Antik
- Csáki László: Fluxus
- Császi Ádám: Undorgrund
- Fésős András: Három séta
- Fogarasi Gergely: Csöpp szívem
- Gayer Zoltán – Molnár Péter: A karusszel rítus
- Gigor Attila: Ember a tükörben
- Káldy László: Jaj, már megint?
- Keményffy Tamás: Szerencsés ember
- Kenyeres Bálint: Before Dawn
- Kocsis Ágnes: A vírus
- Komár István – M. Nagy Richárd: Madzag
- Mészáros Katalin: Hat emelet tiszta üveg
- Mészáros Péter: A disznó útja
- Mészáros Péter: Kyrie
- Mundruczó Kornél: Kis Apokrif No.2.
- Nagy Dénes: 2003. november
- Schwechtje Mihály: Büfé két ablakkal
- Simonyi Balázs: Kő papír olló
- Skultéti Róbert: Playing God
- Sopsits Árpád: Ritmusok I.
- Szász Attila: Most látszom, most nem látszom
- Szénási Ákos: Kellemes Karácsonyi Ünnepeket!
- Tóth Barnabás: Kiállítás
- Ujj Mészáros Károly: Palika leviszi a szemetet

### Díjak
- A zsűri rendezői és operatőri díja: Kenyeres Bálint rendező és Erdély Mátyás operatőr a Before Dawn című film alkotói
- fődíj: A karusszel rítus című film rendezői: Gayer Zoltán és Molnár Péter.

## Kísérleti filmek
- Baki Orsolya: Macska
- Forgács Péter: Kölcsönös analízis
- Gergely Zoltán: Csibész
- Grei Gulyás Tibor – Irimiás Balázs: Khmalaria
- Hajdu Szabolcs: Hétköznapi enciklopédia I.
- Kardos Sándor: Résfilm
- Pölcz Róbert: Memento Mori
- Sárosi Anita: Avatar
- Szekeres Csaba: Bosszú
- Ujj Mészáros Károly: Ők

### Díjak
- zsűri fődíja: Kardos Sándor Résfilm című alkotása.

## Dokumentumfilmes zsűri
- Sára Sándor, rendező, a zsűri elnöke
- Székely Orsolya, rendező-producer
- Gulyás Gyula, rendező

### D/1 szociográfiai, néprajzi és antropológiai filmek
- Csík Judit: Tollas
- Czigány Zoltán: Népzene-biológia
- Erdélyi János: Uborkázók
- Kármán Irén: Diogenidész
- Kocsis Tibor: Új Eldorádó
- Komenczi Norbert: Daráló
- Moharos Attila: Székelyföldi szolgasorsok – Múlt és jelen
- Pesty László: Budapest, Végállomás
- Szalay Péter – Juhász Zsolt: Drogzarándok
- Tölgyesi Ágnes: Az álmot meg nem álmodni úgysem tudod…
- Xantus Gábor: Népesség Istentől, népesség embertől

### D/2 történelmi dokumentumfilm
- Boros Zoltán: Az átnevelés poklában
- Fátyol Tivadar: Út a halálba
- Papp Gábor Zsigmond: Hamvazószerda
- Spitzer Barbara: Ami megmaradt belőle
- Varga Ágota: Leszármazottak

### D/3 portréfilm, riport-és interjúfilm
- Balog Gábor – Hajdú Farkas Zoltán: Az árulásról
- Böjte József: „Hova vigyelek?”
- Czétényi Csilla – Nagy-Bozsoky József: Az utolsó kántortanító
- Fésős András: Herskó
- Kerényi László – Kerényi Dávid: Csak egy kislány… Találkozás Eggerth Mártával
- Litauszki János: Ha lenne egy üvegház…
- Mátis Lilla – Láng Edit: „…a híd szerepében…”
- Németh Gábor Péter: A Fekete
- Tanos Miklós: Uram, irgalmazz nékünk
- Fekete Ibolya: Utazások egy szerzetessel

### D/4 ismeretterjesztő film
- Dékány István: Képíró – Aba Novák Vilmos
- Hadzsi Imre – Pacsorasz Viktor: Baleo, Baleo!
- Bálnák és bálnavadászok Indonéziában
- Kovács Béla: Öröklét Emlékek, gondolatok töredékek Weöres Sándorról
- Méry Zsuzsa: Würth Ferenc és Fischer Antal
- Papp Gábor Zsigmond: Az ügynök élete
- Páskándiné Sebők Anna: Erdély 1956
- Pataki Éva: Herzl
- Sólyom András: Angelo mester fotografál
- Tóth Artin: Érintettek
- Tóth Péter Pál – Philippe Borrini: A termékeny káosz I-II.
- Tóth Zsolt Marcell: Fagyos oázis

### D/5 kísérleti és egyéb, máshová be nem sorolható dokumentumfilmek
- Lakatos Róbert: Spílerek
- Radó Gyula: Fény-Kép, Hommage à Moholy-Nagy László
- Sívó Júlia – Surányi Z. András: Álom-kép
- Szemző Tibor: Ez van!
- Zsigmond Dezső: Csigavár

#### Díjak
- Fődíj: Kocsis Tibor – Új Eldorádó
- Rendezői díj: Varga Ágota – Leszármazottak
- Rendezői díj: Zsigmond Dezső – Csigavár
- elismerő Díj: Balog Gábor és Hajdú Farkas Zoltán – Az árulásról
- Elismerő díj: Páskándiné Sebők Anna – Erdély 1956 c
- Operatőri díj: Xantus Gábor – Népesség Istentől, népesség embertől
- Operatőri díj: Bucsek Tibort – Képíró – Aba Novák Vilmos
- Különdíj: Litauszki János
- Díj: Fekete Ibolya – Utazások egy szerzetessel
- Visegrádi Díj: Csigavér- Zsigmond Dezső
- Schiffer Pál-díj: Fátyol Tivadar  – Út a halálba
- Oklevél: Dunatáj Alapítvány

## Egyéb díjak
- Magyar Mozgókép Mestere: Gaál István, filmrendező
- Életműdíj
  - Bokor Péter
  - Ónodi György, gyártásvezető
  - Matejka Mária, producer
  - Zenthe Ferenc, színész